# David Allen Zubik
David Allen Zubik (Sewickley, 4 settembre 1949) è un vescovo cattolico statunitense, dal 4 giugno 2025 vescovo emerito di Pittsburgh.

## Biografia
David Allen Zubik è nato a Sewickley, in Pennsylvania, il 4 settembre 1949 ed è l'unico figlio di Stanley (nato nel 1927) e Susan Zubik (nata Raskosky; morta nel 2006). È nipote di immigrati polacchi e slovacchi.
È cresciuto ad Ambridge e da ragazzo frequentava la chiesa di San Stanislao. I suoi genitori lo portavano in un parco di divertimenti locale la domenica dopo la messa.

### Formazione e ministero sacerdotale
Zubik ha pensato per la prima volta di diventare prete in prima elementare, in seguito però ha contemplato una carriera legale, per poi tornare alle sue aspirazioni sacerdotali dopo aver partecipato a un ritiro nel South Side nel 1965. Nel 1967, dopo essersi diplomato alla St. Veronica High School, è entrato nel seminario "San Paolo" di Pittsburgh. Nel 1971 ha conseguito un Bachelor of Arts presso la Duquesne University. Ha continuato gli studi presso il St. Mary's Seminary and University di Baltimora e nel 1975 ha ottenuto il Master of Divinity. Dal 1980 al 1982 ha studiato per un master in scienze dell'educazione presso la Duquesne University.
Il 3 maggio 1975 è stato ordinato presbitero per la diocesi di Pittsburgh. In seguito è stato vicario parrocchiale della parrocchia del Sacro Cuore a Pittsburgh dal 1975 al 1980; vicepresidente della Quigley High School e cappellano della casa madre delle Suore di San Giuseppe a Baden dal 1980 al 1987; direttore spirituale aggiunto del seminario "San Paolo" dal 1984 al 1991; direttore spirituale aggiunto del seminario "San Vincenzo" a Latrobe e segretario amministrativo del vescovo Anthony Bevilacqua dal 1987 al 1991.
Dopo l'arrivo del vescovo Donald William Wuerl ha prestato servizio come direttore diocesano del personale sacerdotale dal 1991 al 1996. Durante questo periodo, Zubik avrebbe aiutato a coprire diversi preti accusati di abusi sessuali, incluso Ernest Paone. Il rapporto del gran giurì sugli abusi del clero del 2018 ha rilevato che Zubik era a conoscenza delle gravi accuse di abusi mosse contro Paone e che ha scelto di non contattare la polizia. Invece, Zubik avrebbe favorito i crimini nascondendo le accuse nei documenti riservati della diocesi di Pittsburgh.
Nel 1995 è diventato presidente del Consiglio diocesano delle finanze. Nel 1996 monsignor Wuerl lo ha nominato segretario generale aggiunto, cancelliere della curia, vicario generale e moderatore della curia. Ha prestato servizio pastorale come cappellano della casa madre delle Suore dello Spirito Santo a Pittsburgh.

### Ministero episcopale
Il 18 febbraio 1997 papa Giovanni Paolo II lo ha nominato vescovo ausiliare di Pittsburgh e titolare di Jamestown. Ha ricevuto l'ordinazione episcopale il 6 aprile successivo nella cattedrale di San Paolo a Pittsburgh dal vescovo di Pittsburgh Donald William Wuerl, co-consacranti il vescovo di Harrisburg Nicholas Carmen Dattilo e quello di Youngstown Thomas Joseph Tobin.
Il 10 ottobre 2003 lo stesso pontefice lo ha nominato vescovo di Green Bay. Ha preso possesso della diocesi il 12 dicembre successivo.
In risposta agli scandali di abusi sessuali che all'epoca stavano diventando pubblici, ha incontrato i rappresentanti della Survivors Network of those Abused by Priests (SNAP), ma è stato criticato dal gruppo per non aver rivelato i nomi dei sacerdoti che erano stati accusati di abusi sessuali, senza essere mai stati citati in causa o accusati penalmente.
Durante le elezioni presidenziali del 2004 ha esortato i cattolici a considerare gli insegnamenti della Chiesa sull'aborto e il matrimonio tra persone dello stesso sesso prima di esprimere i loro voti. Sebbene abbia affermato che i politici cattolici pro-choice dovrebbero astenersi dal ricevere la comunione, Zubik ha anche affermato che non gliela avrebbe rifiutata. Si oppone alla pena di morte e sostiene la riforma sull'immigrazione.
Il 18 luglio 2007 papa Benedetto XVI lo ha nominato vescovo di Pittsburgh. In seguito ha dichiarato di avere appreso della nomina dal nunzio apostolico Pietro Sambi, alle 15:35 del 9 luglio, ora esatta della sua nascita. Ha preso possesso della diocesi il 28 settembre successivo.
Ha rifiutato di prendere residenza nel palazzo vescovile su Warwick Terrace, che era stata la casa dei vescovi di Pittsburgh dal 1949, preferendo risiedere nel seminario "San Paolo", dicendo che la Chiesa doveva allontanarsi dall'essere "attaccata agli edifici".
Nell'aprile del 2009 ha tenuto un servizio di scuse ampiamente pubblicizzato nella cattedrale di San Paolo in cui ha implorato il "perdono di chiunque sia stato ferito dalla Chiesa [...] in qualsiasi modo". Sotto il vescovo Zubik, la diocesi ha implementato una politica di denuncia di tutte le accuse di abuso sessuale alle forze dell'ordine.
Ha consegnato il caso del reverendo David Dzermejko alla Santa Sede dopo che un comitato di revisione della diocesi ha ritenuto credibili le accuse di abusi sessuali su minori contro Dzermejko. Il sacerdote è stato rimosso dall'ufficio di parroco della parrocchia di Santa Maria, Madre della Chiesa a Charleroi nel giugno del 2009. Una coppia aveva informato la diocesi che il sacerdote aveva abusato sessualmente del figlio. Un altro uomo si è fatto avanti per dire che Dzermejko aveva abusato di lui da bambino. Dzermejko è stato rimosso entro 48 ore dalla ricezione della prima accusa da parte della diocesi.
Ha detto che né lui né il suo predecessore, monsignor Donald William Wuerl, hanno cercato di nascondere gli abusi sessuali sui bambini documentati in un rapporto del gran giurì rilasciato dal procuratore generale della Pennsylvania. Zubik si è scusato per gli abusi: "A nome della Chiesa di Pittsburgh, a nome mio e in nome dei miei predecessori, siamo spiacenti. Mi dispiace". Zubik ha anche affermato che i dettagli del rapporto lo disgustavano e si è offerto di scusarsi di persona con le vittime, pur riconoscendo che le scuse non sarebbero state sufficienti.
Il procuratore generale della Pennsylvania Shapiro ha accusato Zubik di aver mentito sul fatto che non ci fossero stati insabbiamenti. Zubik ha risposto in una dichiarazione ampiamente diffusa dai media. Parte della dichiarazione recita: "La diocesi di Pittsburgh non è la Chiesa descritta nel rapporto. Ciò significa che il rapporto ignora 30 anni di riforme e azioni per proteggere i bambini e identificare e rimuovere i sacerdoti che abusano dal ministero". Un altro paragrafo afferma: "La verità è che il 90 per cento degli episodi di abuso si è verificato prima del 1990 e gli sforzi che abbiamo fatto per proteggere i bambini, come consegnare le accuse alle forze dell'ordine, creare il primo comitato di revisione indipendente e formare più di 70 000 persone su come cercare e segnalare abusi - hanno ridotto significativamente gli episodi di abuso".
Ha definito "dolorosa" e "imbarazzante" la decisione dell'Università di Notre Dame di chiedere al presidente Barack Obama di tenere il discorso di apertura dell'anno accademico e di assegnargli una laurea honoris causa, sottolineando che Obama è "il presidente pro-aborto più schietto sulla questione. È stato imposto al paese dalla Corte Suprema".
È un sostenitore della "riforma globale sull'immigrazione" e ha affermato: "Dobbiamo dare agli immigrati del nostro secolo la stessa libertà che abbiamo dato agli immigrati del secolo scorso".
Il 7 agosto 2020 è stato rivelato che Zubik è stato citato come imputato in una nuova causa per abuso sessuale che è stata intentata presso la Corte di appello comune della contea di Allegheny. L'accusa sostiene che, nonostante l'ex vescovo di Pittsburgh Donald William Wuerl nel 1994 avesse promesso che il reverendo Leo Burchianti, accusato di aver abusato sessualmente di almeno otto ragazzi, non avrebbe ricevuto un nuovo incarico nella Chiesa, Wuerl e l'allora padre Zubik abbiano consentito che svolgesse un servizio di volontariato presso la St. John Vianney Manor, una casa per sacerdoti in pensione. Burchianti è rimasto lì dal 1995 al 2012 ed è morto nel 2013. Zubik è stato anche citato come imputato in altre cause per abusi sessuali che hanno coinvolto anche la diocesi di Pittsburgh.
Nel dicembre del 2011 e nel novembre del 2019 ha compiuto la visita ad limina.
In seno alla Conferenza dei vescovi cattolici degli Stati Uniti è stato presidente del comitato per i laici, membro del sottocomitato per la campagna per le comunicazioni cattoliche, membro del comitato per il culto divino, membro del comitato per la giustizia interna e lo sviluppo umano, membro del comitato per la protezione dei bambini e dei giovani, membro del comitato per il dialogo ebraico-cattolico, membro del comitato amministrativo, membro del sottocomitato per l'audit, membro del consiglio consultivo nazionale, membro del comitato per i pellegrinaggi, membro del comitato per la formazione sacerdotale e co-presidente del comitato per la governance.
È stato anche membro del consiglio di fondazione della basilica del santuario nazionale dell'Immacolata Concezione a Washington, del consiglio di fondazione della Papal Foundation, membro del consiglio di fondazione del Saint Mary's Seminary and University a Baltimora, membro del consiglio di amministrazione del Saint Vincent College a Latrobe, presidente del consiglio dei reggenti del seminario "San Vincenzo" a Latrobe, membro del comitato consultivo episcopale degli Atleti cattolici per Cristo, membro del comitato consultivo episcopale dell'Istituto di leadership cattolica, membro del consiglio di amministrazione della Fondazione "Suor Thea Bowman", membro del comitato consultivo dell'Angels' Place, vicepresidente del consiglio del Christian Associates of Southwest Pennsylvania, membro del comitato consultivo del National Catholic Center for Holocaust Education della Seton Hill University a Greensburg, membro del consiglio di amministrazione della United Way of Greater Pittsburgh, membro del consiglio di amministrazione, dell'Urban League of Greater Pittsburgh, delegato per Catholic Charities USA, moderatore episcopale di Catholic Purchasing Services, vescovo presidente delle Ladies of Charity, delegato per l'Associazione nazionale degli amministratori del personale ecclesiastico e moderatore episcopale della Federazione americana dei Pueri Cantores.
Il 4 giugno 2025 papa Leone XIV ha accolto la sua rinuncia, presentata per raggiunti limiti di età, al governo pastorale della diocesi di Pittsburgh; gli è succeduto Mark Anthony Eckman, fino ad allora vescovo titolare di Sitifi ed ausiliare della medesima diocesi. Il 10 luglio successivo ha celebrato una messa di ringraziamento per il suo ministero episcopale nella cattedrale di San Paolo a Pittsburgh.

## Genealogia episcopale e successione apostolica
La genealogia episcopale è:
- Cardinale Scipione Rebiba
- Cardinale Giulio Antonio Santori
- Cardinale Girolamo Bernerio, O.P.
- Arcivescovo Galeazzo Sanvitale
- Cardinale Ludovico Ludovisi
- Cardinale Luigi Caetani
- Cardinale Ulderico Carpegna
- Cardinale Paluzzo Paluzzi Altieri degli Albertoni
- Papa Benedetto XIII
- Papa Benedetto XIV
- Papa Clemente XIII
- Cardinale Enrico Benedetto Stuart
- Papa Leone XII
- Cardinale Chiarissimo Falconieri Mellini
- Cardinale Camillo Di Pietro
- Cardinale Mieczysław Halka Ledóchowski
- Cardinale Jan Maurycy Paweł Puzyna de Kosielsko
- Arcivescovo Józef Bilczewski
- Arcivescovo Bolesław Twardowski
- Arcivescovo Eugeniusz Baziak
- Papa Giovanni Paolo II
- Cardinale Donald William Wuerl
- Vescovo David Allen Zubik

La successione apostolica è:
- Vescovo Edward James Burns (2009)
- Vescovo William John Waltersheid (2011)
- Vescovo Mark Anthony Eckman (2022)

## Araldica
| Stemma | Titolare                                | Descrizione |
|        | David Allen Zubik Vescovo di Pittsburgh | Partito semitroncato: al primo di nero, alla fascia scaccata d'argento e d'azzurro, alla spada d'oro all'insù, attraversante sulla fascia, accantonata nel capo di due croci patenti a cerchio dello stesso; al secondo d'azzurro al ponte d'argento movente dai bordi sospeso su una riviera fluttuosa cucita d'azzurro; al terzo ritroncato: al I di verde alla spiga di grano d'oro, al II d'oro alla lettera M corsiva maiuscola di nero. Ornamenti esterni da vescovo. Motto: "Nothing is impossible with God". |